# Bury the Hatchet
Bury the Hatchet (en español: Entierra el hacha) es el cuarto álbum de estudio de la banda irlandesa The Cranberries, publicado el 19 de abril de 1999. Con este disco, Dolores O'Riordan, vocalista del grupo, dejó en claro que quería empezar desde cero, en alusión a las malas relaciones con la prensa que le llegaron a provocar serios problemas de salud en años anteriores. Pese a no ser el disco más vendido del grupo, los sencillos del álbum fueron algunos de los mayores éxitos de la banda: «Promises», «Animal Instinct», «Just my Imagination» y «You & Me». 
El álbum vendió más de cuatro millones de copias y fue certificado con el disco de oro en los Estados Unidos.

## Lista de canciones
1. «Animal Instinct» - 3:32
2. «Loud and Clear» - 2:46
3. «Promises» - 5:30
4. «You & Me» - 3:36
5. «Just My Imagination» - 3:42
6. «Shattered» - 3:43
7. «Desperate Andy» - 3:45
8. «Saving Grace» - 3:10
9. «Copycat» - 2:54
10. «What's on my Mind» - 3:13
11. «Delilah» - 3:33
12. «Fee Fi Fo» - 4:50
13. «Dying in the Sun» - 3:32
14. «Sorry Son» (no incluida en los Estados Unidos) - 3:25

El álbum fue relanzado en 2002, con el título Bury The Hatchet (The Complete Sessions 1998-1999). Esta versión incluye las siguientes canciones adicionales:
- «Baby Blues» (en el disco para Japón solo se incluyó este tema).
- «Sweetest Thing»
- «Woman Without Pride»
- «Such a Shame»
- «Paparazzi on Mopeds»

Se lanzó al mercado otra versión del álbum, un disco compacto que incluía 4 temas adicionales interpretados en directo:
- «Forever Yellow Skies»
- «Free To Decide»
- «Sunday»
- «Waltzing Back»

## Caras B
- «Baby Blues»
- «Sweetest Thing»
- «Woman Without Pride»
- «Such a Shame»
- «Paparazzi on Mopeds»

## Miembros
- Dolores O'Riordan: voz, teclista y guitarra rítmica.
- Noel Hogan: guitarra líder.
- Mike Hogan: bajo eléctrico.
- Fergal Lawler: batería.